# Pena Blanca (Novo México)
Pena Blanca é uma Região censo-designada localizada no estado americano de Novo México, no Condado de Sandoval.

## Demografia
Segundo o censo americano de 2000, a sua população era de 661 habitantes.

## Geografia
De acordo com o United States Census Bureau tem uma área de 17,6 km², dos quais 17,6 km² cobertos por terra e 0,0 km² cobertos por água.

## Localidades na vizinhança
O diagrama seguinte representa as localidades num raio de 24 km ao redor de Pena Blanca.